# فرودگاه اوئانامینت
فرودگاه اوئانامینت (به انگلیسی: Ouanaminthe Airport) یک فرودگاه همگانی است که یک باند فرود سنگفرش دارد و طول باند آن ۶۳۷ متر است. این فرودگاه در کشور هائیتی قرار دارد .